# Hoplodrina robusta
Hoplodrina robusta là một loài bướm đêm trong họ Noctuidae.